# アジアハイウェイ16号線
アジアハイウェイ16号線（アジアハイウェイ16ごうせん）は、アジアハイウェイ網の路線の一つ。アジアハイウェイ東南アジア小地域（サブリージョン）の路線の一つ。ベトナム、ラオス、タイ王国の三か国を経由する。総延長は1013.5kmである。
アジアハイウェイ1号線の通過地のベトナム北中部の都市ドンハを起点とし西に向かう。ベトナム・ラオス国境の第2タイ＝ラオス友好橋を抜けるとラオスとなる。
ラオスに入ると、デーンサワンを経由し、セノでアジアハイウェイ11号線と交差し、サワンナケートを経由する。次いでラオス・タイ国境のメコン川に架かる第2タイ＝ラオス友好橋を渡るとタイ王国となる。
タイの区間は、ムックダーハーンを経由し、コーンケンでアジアハイウェイ12号線と交差し、ピッサヌロークでアジアハイウェイ13号線と交差する。終点タークでアジアハイウェイ1号線と接続する。
ルート全区間が大メコン圏東西経済回廊の大部分を占めている。

## ルート

### ベトナム
区間延長84km
- 国道9号線（英語版） : ドンハ - ラオバオ（英語版） -  ラオバオ国境検問所 - （ラオス）

### ラオス
区間延長241km
- 国道9号線（ベトナム語版） : デーンサワン国境検問所 - デーンサワン（英語版） - セノ（英語版）（アジアハイウェイ11号線と交差） - サワンナケート - 第2タイ＝ラオス友好橋 - （タイ王国）

### タイ王国
区間延長688.5km
- 国道239号線 : 第2タイ＝ラオス友好橋 - バーンサーイヤイ
- 国道212号線（タイ語版） : バーンサーイヤイ - ムックダーハーン
- 国道238号線(ムックダーハーンバイパス道路) : （アジアハイウェイ16号線（国道12号線）と合流・分岐）
- 国道12号線（タイ語版） : ムックダーハーン - コーンケン
- 国道230号線(コーンケン外殻環状道路) : （アジアハイウェイ12号線と合流・分岐）
- 国道12号線（タイ語版） : コーンケン - ピッサヌローク
- 国道126号線(ピッサヌローク外殻環状道路) : （アジアハイウェイ13号線と合流・分岐）
- 国道12号線（タイ語版） : ピッサヌローク - ターク（アジアハイウェイ1号線と接続）

## 参考資料
- Asian Highway （英語） - 国際連合アジア太平洋経済社会委員会による解説
- Asian Highway Route Map (PDF)  （英語） - 国際連合アジア太平洋経済社会委員会によるルート図
- Asian Highway Database （英語） - 国際連合アジア太平洋経済社会委員会によるアジアハイウェイに関するデータベース
- Asian Highway Handbook (PDF)  （英語） - 国際連合アジア太平洋経済社会委員会作成ハンドブック
- Review of Configuration of the Greater Mekong Subregion Economic Corridors (PDF)  （英語） - アジア開発銀行による大メコン圏経済回廊プログラムの分析と提言
- アジアハイウェイ・プロジェクトの概要 - 国土交通省総合政策局
- アジアハイウェイとは - 国土交通省総合政策局